# Cooper Huckabee
Thomas Cooper Huckabee (8 de mayo de 1951) es un actor de cine y televisión que es conocido por aparecer en The Funhouse y Urban Cowboy.

## Vida y carrera
Huckabee nació en Mobile, Alabama y asistió a la Secundaria Davidson. Recibió un título por Administración Atlética. Jugó fútbol para la Universidad de Misisipi.
Cooper interpretó un papel importante en la película Night Eyes (1990), a la que le siguieron tres secuelas. También tiene un papel recurrente en la serie True Blood, interpreta a Joe Lee Mickens.